# Bão Podul (2013)
Bão Podul (JTWC: 31W) là 1 cơn bão yếu ở Nam Trung Bộ Việt Nam với tên gọi là bão số 15 năm 2013; hay còn được biết đến ở Philippines là bão Zoraida.

## Cấp bão
Cấp bão (Việt Nam): cấp 8 - bão nhiệt đới.
Cấp bão (Nhật Bản): 35 hải lý / 1 giờ - bão nhiệt đới. P:1000 mbar (hPa).
Cấp bão (Hoa Kỳ): 30 hải lý / 1 giờ - áp thấp nhiệt đới.

## Dự báobão PodultạiViệt Nam
- Sau khi vào vùng biển các tỉnh Phú Yên - Bình Thuận, tối 14/11 áp thấp nhiệt đới đã mạnh lên thành bão, tên quốc tế là bão Podul.

Do ảnh hưởng của hoàn lưu bão số 15 kết hợp với không khí lạnh tăng cường và nhiễu động gió Đông trên cao, nên ở các tỉnh từ Hà Tĩnh – Khánh Hòa và khu vực Tây Nguyên đã có mưa vừa, mưa to diện rộng. Tổng lượng mưa tính đến 7 giờ ngày 15/11 phổ biến từ 70 - 120m, riêng khu vực Quảng Ngãi – Phú Yên là 120 – 170mm, một số nơi có mưa lớn hơn như Ba Tơ (Quảng Ngãi) 237mm; Hoài Nhơn (Gia Lai) 159mm; Sông Cầu (Phú Yên) 187mm… Ven biển các tỉnh Bình Định, Phú Yên và Khánh Hòa và đảo Phú Quý đã có gió giật mạnh cấp 6, cấp 7.
Sáng sớm ngày 15/11, sau khi đi vào khu vực các tỉnh Phú Yên - Ninh Thuận áp thấp nhiệt đới đã suy yếu thành một vùng áp thấp.
Hồi 07 giờ, vị trí trung tâm vùng áp thấp ở vào khoảng 12,1 độ Vĩ Bắc; 108,8 độ Kinh Đông, trên khu vực các tỉnh Phú Yên – Khánh Hòa. Sức gió mạnh nhất ở trung tâm vùng áp thấp giảm xuống dưới cấp 6 (tức là dưới 39 km một giờ).
Dự báo trong 12 giờ tới, vùng áp thấp di chuyển theo hướng giữa Tây và Tây Tây Nam, đi sâu vào đất liền, suy yếu và tan dần.
Do ảnh hưởng của hoàn lưu vùng áp thấp kết hợp với không khí lạnh tăng cường nên ở các tỉnh Trung Trung Bộ, Nam Trung Bộ và Tây Nguyên có mưa vừa, mưa to, có nơi mưa rất to. Các tỉnh Nam Bộ có mưa vừa, có nơi mưa to và dông, trong cơn dông cần đề phòng tố, lốc và gió giật mạnh.
Ngoài ra, do ảnh hưởng của không khí lạnh mạnh nên ở vịnh Bắc Bộ có gió đông bắc mạnh cấp 6, giật cấp 7. Biển động.